# Ausztria hívójelkörzetei
Ausztria hívójelkörzetei illeszkednek az ország tartományainak határaihoz.
Ausztria számára az ITU az OE hívójelprefixet osztotta ki..

## Ausztria hívójelkörzetei[1]
| Prefix | Bundesland         | Tartomány      |
| ------ | ------------------ | -------------- |
| OE1    | Wien               | Bécs           |
| OE2    | Salzburg           | Salzburg       |
| OE3    | Niederroesterreich | Alsó-Ausztria  |
| OE4    | Burgenland         | Burgenland     |
| OE5    | Oberoesterreich    | Felső-Ausztria |
| OE6    | Steiermark         | Stájerország   |
| OE7    | Tirol              | Tirol          |
| OE8    | Karntern           | Karintia       |
| OE9    | Vorarlberg         | Vorarlberg     |

## Lajstromjel
Vízi és légi járművek lajstromjelezéséhez az OE prefixet használják.